# Mochlus paedocarinatum
Mochlus paedocarinatum là một loài thằn lằn trong họ Scincidae. Loài này được Lanza & Carfi mô tả khoa học đầu tiên năm 1968.